# Liste des vice-rois de Naples
Le royaume de Naples est issu de la scission du royaume de Sicile provoquée par les Vêpres siciliennes de 1282. Sous René d'Anjou, Giacomo Fiesco, le père de Sainte Catherine de Gênes, fut déjà vice-roi de Naples. Le Royaume perd son indépendance en 1501 pendant la Troisième guerre d’Italie, où Frédéric Ier est dépossédé de son trône par l'alliance formée par son cousin le roi Ferdinand II d'Aragon avec le roi Louis XII.
En 1504, par l'armistice de Lyon, la France reconnaît la perte du royaume de Naples au profit du roi d'Aragon. Pendant la guerre de Succession d'Espagne, en 1707, le royaume passe sous l'égide du Saint-Empire romain germanique.
Le royaume retrouve son indépendance en 1734 pendant la guerre de Succession de Pologne.
Ce qui suit est une liste des vice-rois du royaume de Naples pendant la période 1501-1734.

## Vice-royauté française (1501-1504)
Selon les termes du traité de Grenade, le royaume de Naples est partagé entre Louis XII et Ferdinand le Catholique.
| Vice-roi                   | Période   | Notes                                                     |
| -------------------------- | --------- | --------------------------------------------------------- |
| Sous le règne de Louis XII |           |                                                           |
| Louis d'Armagnac-Nemours   | 1501–1503 | Meurt durant son mandat lors de la bataille de Cerignola. |
| Ludovic II de Saluces      | 1503–1504 |                                                           |

## Vice-royauté espagnole (1504-1707)
En 1504, la France, vaincue par les troupes aragonaises de Gonzalve de Cordoue, cède le royaume lors de la signature de l'armistice de Lyon. Ainsi commence la période de la domination espagnole, dont la plupart des vice-rois, surtout à partir du règne de Philippe II d'Espagne, sont nommés parmi la noblesse castillane.
| Vice-roi                                        | Période               | Notes |
| ----------------------------------------------- | --------------------- | --- |
| Sous le règne de Ferdinand II d'Aragon          |                       | |
| Gonzalve de Cordoue                             | 1504–1507             | |
| Juan II de Ribagorza                            | 1507–1509             | |
| Antonio de Guevara, comte de Potenza            | oct. 1509             | Assure la gouvernance en l'absence de Juan Ribagorza. |
| Raimond de Cardona                              | 1509–1522             | Fut vice-roi de Sicile (1507-1509) |
| Francisco de Remolins Bernardo de Villamarín    | 1511-1513 1513        | Assurent la gouvernance en l'absence de Raimond de Cardona. |
| Sous le règne de Charles Quint                  |                       | |
| Charles de Lannoy                               | 1522–1527             | |
| Andrea Carafa                                   | 1523-1526             | Assure la gouvernance en l'absence de Charles de Lannoy. |
| Hugues de Moncade                               | 1527–1528             | Fut vice-roi de Sicile (1509–1517), sous le règne de Ferdinand II d'Aragon. Meurt durant le siège de Naples lors de la guerre de la ligue de Cognac                |
| Philibert de Chalon                             | 1528–1530             | |
| Pompeo Colonna                                  | 1530–1532             | |
| Fernando de Aragón                              | 1532                  | Assure la gouvernance après le décès de Pompeo Colonna. |
| Pedro Álvarez de Toledo                         | 1532–1553             | |
| Luis Alvarez de Tolède                          | fév.–mai 1553         | Assure la gouvernance après le décès de son père. |
| Pedro Pacheco de Villena                        | 1553–1556             | |
| Sous le règne de Philippe II d'Espagne          |                       | |
| Bernardino de Mendoza                           | 1555                  | Assure la gouvernance en l'absence de Pedro Pacheco. |
| Ferdinand Alvare de Tolède (1507-1582)          | 1555–1558             | Fut gouverneur du duché de Milan (1555–1556). Neveu de Pierre Alvarez de Tolède, vice-roi en 1532.                                                                 |
| Fadrique Álvarez de Toledo y Enríquez de Guzmán | juin-oct. 1558        | Assure la gouvernance en l'absence de son père. Fut vice-roi de Catalogne (1543–1554) sous le règne de Charles Quint.                                              |
| Juan Manrique de Lara                           | oct. 1558             | Assure la gouvernance en l'absence de Fadrique de Tolède. |
| Bartolomé de la Cueva y Toledo                  | oct. 1558 - juin 1959 | |
| Per Afán de Ribera y Portocarrero               | 1559–1571             | Fut vice-roi de Catalogne (1554–1558). |
| Antoine Perrenot de Granvelle                   | 1571–1575             | |
| Íñigo López de Mendoza y Mendoza (es)           | 1575–1579             | Fut vice-roi de Valence (es) (1572–1575). |
| Juan de Zúñiga y Requesens (es)                 | 1579–1582             | En 1580, le roi limite le mandat de vice-roi à trois ans (renouvelables).                                                                                          |
| Pedro Téllez-Girón y de la Cueva (es)           | 1582–1586             | |
| Juan de Zúñiga Avellaneda y Bazán               | 1586–1595             | Fut vice-roi de Catalogne (1583–1586) et premier duc de Peñaranda de Duero.                                                                                        |
| Don Enrique de Guzmán                           | 1595–1598             | |
| Sous le règne de Philippe III d'Espagne         |                       | |
| Fernando Ruiz de Castro Andrade y Portugal      | 1599–1601             | |
| Francisco Ruiz de Castro                        | 1601–1603             | Succède à son père. |
| Juan Alonso Pimentel de Herrera                 | 1603–1610             | Fut vice-roi de Valence (es) (1598–1602). |
| Pedro Fernández de Castro y Andrade             | 1610–1616             | Fils de Francisco Ruiz de Castro, vice-roi en 1601. Fut président (es) du conseil des Indes (1603-1609)                                                            |
| Pedro Téllez-Girón y Velasco                    | 1616–1620             | Destitué (soupçon d'indépendantisme) |
| Gaspar de Borja y Velasco                       | juin – déc. 1620      | |
| Antonio Zapata y Cisneros                       | déc. 1620 – déc. 1622 | |
| Sous le règne de Philippe IV d'Espagne          |                       | |
| Antonio Álvarez de Toledo y Beaumont (es)       | 1622–1629             | Chevalier de l'ordre de la Toison d'or (1599, brevet 289). Petit-fils de Ferdinand Alvare de Tolède, vice-roi en 1556.                                             |
| Fernando Afán de Ribera y Téllez-Girón          | 1629–1631             | Neveu de Per Afán de Ribera y Portocarrero, vice-roi en 1559. |
| Manuel de Acevedo y Zúñiga (es)                 | 1631–1637             | Gendre de Enrique de Guzmán, vice-roi en 1595. |
| Ramiro Núñez de Guzmán (es)                     | 1637–1644             | Gendre de Gaspar de Guzmán, ministre et favori royal. Fut président (es) du conseil des Indes (1629-1631)                                                          |
| Juan Alfonso Enríquez de Cabrera                | 1644–1646             | Fut vice-roi de Sicile (1641–1644). Démissionnaire. |
| Rodriguez Ponce de Léon                         | 1646–1648             | Fut vice-roi de Valence (es) (1642–1645). Durant son mandat, la révolte populaire menée par Masaniello a conduit à la fondation de la République napolitaine.      |
| Juan José d'Autriche                            | janv. – mars 1648     | Enfant adultérin de Philippe IV d'Espagne. Envoyé à Naples pour y restaurer l'autorité royale.                                                                     |
| Íñigo Vélez de Guevara, el mozo (es)            | 1648–1653             | Beau-père de Ramiro Núñez de Guzmán, vice-roi en 1637. |
| García de Avellaneda y Haro (es)                | 1654–1659             | Fut, à deux reprises, président (es) du conseil des Indes (1626 & 1632-1963)                                                                                       |
| Gaspar de Bracamonte y Guzmán                   | 1659–1664             | Également président (es) du conseil des Indes (1653-1671) |
| Pascual de Aragón                               | 1664–1666             | |
| Sous le règne de Charles II d'Espagne           |                       | |
| Pedro Antonio de Aragón (es)                    | 1666–1671             | Frère de Pascual de Aragón, vice-roi en 1664. |
| Antonio Pedro Sancho Dávila y Osorio (es)       | 1672–1675             | |
| Fernando Fajardo y Álvarez de Toledo (es)       | 1675–1683             | |
| Gaspar de Haro y Guzmán (es)                    | 1683–1687             | |
| Francisco de Benavides Dávila y Corella (es)    | 1687–1696             | |
| Luis Francisco de la Cerda (es)                 | 1696–1702             | |
| Sous le règne de Philippe V d'Espagne           |                       | |
| Juan Manuel Fernández Pacheco                   | 1702–1707             | Fut vice-roi de Navarre (1691–1692), d'Aragón (1693), de Catalogne (1693–1694) et de Sicile (1701–1702) Chevalier de l'ordre de la Toison d'or (1687, brevet 542). |

## Vice-royauté autrichienne (1707-1734)
| Vice-roi                                                                 | Période                    | Notes                                                                                        |
| ------------------------------------------------------------------------ | -------------------------- | -------------------------------------------------------------------------------------------- |
| Sous le règne de Joseph Ier, souverain du Saint-Empire romain germanique |                            |                                                                                              |
| Georg Adam von Martinitz (de)                                            | juil. – oct. 1707          |                                                                                              |
| Wirich de Daun                                                           | 1707–1708 (premier mandat) | Sera gouverneur des Pays-Bas autrichiens (1724) et gouverneur du duché de Milan (1728–1733). |
| Vincenzo Grimani                                                         | 1708–1710                  |                                                                                              |
| Carlo Borromeo Arese (de)                                                | 1710–1713                  |                                                                                              |
| Sous le règne de Charles VI, souverain du Saint-Empire romain germanique |                            |                                                                                              |
| Wirich de Daun                                                           | 1713–1719 (second mandat)  | Premier mandat en 1707, sous le règne de Joseph Ier.                                         |
| Johann Wenzel von Gallas                                                 | juil. 1719                 |                                                                                              |
| Wolfgang Hannibal von Schrattenbach                                      | 1719–1721                  |                                                                                              |
| Marco Antonio Borghese (it)                                              | 1721–1722                  |                                                                                              |
| Michael Friedrich von Althann                                            | 1722–1728                  | Des émeutes anti-autrichiennes éclatent à Naples en 1723.                                    |
| Joaquín Fernández Portocarrero                                           | juil. – déc. 1728          | Également vice-roi de Sicile (1722–1728).                                                    |
| Aloys Thomas Raimund von Harrach                                         | 1728–1733                  |                                                                                              |
| Giulio Visconti Borromeo Arese                                           | 1733–1734                  | Élevé à la dignité de Grand d'Espagne par Philippe V d'Espagne en 1707.                      |

En 1734, après la bataille de Bitonto survenue durant la Guerre de Succession de Pologne, le royaume est conquis par Charles de Bourbon, futur Charles III d'Espagne, qui est reconnu comme roi de Naples par la France en vertu du pacte de famille, par les États pontificaux en 1737 et par le Saint-Empire romain germanique lors du traité de Vienne de 1738. Il reçoit aussi le royaume de Sicile créant ainsi la dynastie des Bourbons de Naples (it).

## Sources
- (es) José Ranéo, Colección de documentos inéditos para la historia de España, vol. XXIII, 1842 (lire en ligne)